# Kūnqǔ
Il Kūnqǔ (崑曲T, 昆曲S), o opera Kunqu, è una delle più antiche forme di opera cinese. Evoluzione del genere musicale Kunshan, dominò il teatro cinese dal XVI al XVIII secolo.

## Storia
Il Kūnqǔ vanta 600 anni di storia ed è considerata la fonte ispiratrice di un centinaio di opere, per l'influenza esercitata su altre forme teatrali cinesi, inclusa l'Opera di Pechino.
La parola Kun fa riferimento al Kunshan, distretto dell'attuale provincia di Jiangsu, e la parola qu significa musica. Questo tipo di musica regionale risale al XIV secolo e fu successivamente combinata con altri generi musicali. Nel XVI secolo, Wei Liangfu e i suoi collaboratori stabilirono delle regole di ritmo, tono, pronuncia e scrittura che ne fecero uno standard nazionale.
Opere che continuano ad essere rappresentate oggi, come Il padiglione delle peonie e Il ventaglio dai fiori di pesco, furono originariamente scritte per la scena Kūnqǔ. Inoltre, molti racconti e romanzi della letteratura classica cinese, come Il romanzo dei Tre Regni, Sul bordo dell'acqua (tradotto in italiano anche come I briganti) e Viaggio all'occidente furono presto adattati per le scene dell'opera.
Oggi il Kūnqǔ è ancora rappresentato in sette fra le maggiori città della Cina: Pechino, Shanghai, Suzhou, Nanchino, Chenzhou, Wenzhou e Hangzhou, oltre che a Taipei. Compagnie amatoriali sono inoltre attive in molte altre città, in Cina e all'estero.
Nel 2001 il Kūnqǔ è stato riconosciuto come Capolavoro del Patrimonio Orale e Intangibile dell'Umanità dall'UNESCO.

## Caratteristiche del genere
Il linguaggio del Kūnqǔ non è né il cinese, né il dialetto del Kunshan: è un linguaggio artificiale, una forma modificata di mandarino con apporti dialettali.
La musica è essenziale nel Kūnqǔ, ma il suo ruolo nello spettacolo è molto differente da quello che ha nell'opera occidentale. All'interno delle opere Kūnqǔ sono inserite arie, cantate dagli attori con l'accompagnamento musicale dell'orchestra: si tratta di poemi elaborati, di elevate qualità letterarie. Altri brani, paragonabili ai recitativi dell'opera occidentale, sono eseguiti in forme stilizzate, a metà fra il canto e la recitazione.
Le musiche non sono composte appositamente per l'opera, ma vengono scelte dall'autore all'interno di un repertorio esistente e consolidato, secondo particolari convenzioni. I testi sono scritti in modo da adattarsi ad un gran numero di melodie, chiamate qupai.
Anche i movimenti sono rigidamente codificati, ed interessano sia il corpo degli attori, sia i costumi da questi indossati (come i movimenti fatti agitando le maniche), sia gli oggetti tenuti in mano (un ventaglio, ad esempio).
La scenografia, secondo le convenzioni dell'opera cinese, è quasi del tutto assente: pochi oggetti simbolici (un tavolo e una sedia, per lo più) possono fare riferimento ad altri oggetti, nelle varie situazioni.
I costumi sono molto elaborati, ed hanno lo scopo principale di caratterizzare il personaggio, soprattutto dal punto di vista del rango sociale. Gli attori non portano maschere, ma i loro visi sono truccati in modo da suggerire le qualità del personaggio.
I personaggi sono divisi in varie categorie: Shēng (ruoli maschili), Dàn (ruoli femminili), Jìng (visi dipinti), Mò (uomini anziani) e Chǒu  (pagliacci). Ogni categoria è a sua volta divisa in varie sottocategorie.

## Repertorio
- Il padiglione delle peonie (Tāng Xiǎnzǔ)
- Il ventaglio dai fiori di pesco (Kǒng Shàngrèn)
- Il palazzo della lunga vita (Hong Sheng)
- Il serpente bianco
- Il padiglione a ponente (adattamento dell'opera zájù di Wang Shifu)
- L'ingiustizia fatta a Dou E (adattamento dell'opera zájù di Guan Hanqing)
- L'aquilone (Lǐ Yú)

## Autori
- Wei Liangfu
- Liang Chenyu
- Teng Quanzhu
- Zheng Sili
- Zhu Nanchuan
- Tāng Xiǎnzǔ
- Kǒng Shàngrèn
- Li Yu
- Hong Sheng
- Feng Menglong

## Attori
- Yu Zhenfei
- Méi Lánfāng
- Zhang Jiqing
- Wang Shiyu
- Yue Meiti
- Liang Guyin
- Cai Zhengren
- Ji Zhenhua
- Jennifer Hua Wenyi
- Qian Yi